# Hoboken–33rd Street
Hoboken–33rd Street é um serviço de metrô operado pela Port Authority Trans-Hudson (PATH). Ele é colorido em azul no mapa de serviço PATH e os trens neste serviço exibem luzes indicadoras azuis. Este serviço opera do Hoboken Terminal em Hoboken, Nova Jérsei até a estação 33rd Street em Midtown Manhattan, por meio dos túneis de Uptown Hudson. A rota de 5,6 km leva 14 minutos para ser concluída.
Este serviço opera das 6 da manha até às 11 da noite apenas nos dias de semana. Em outras ocasiões, esse serviço é substituído pela rota Journal Square–33rd Street (via Hoboken).

## História
O serviço Hoboken-33rd Street foi criado como o serviço Hoboken–19th Street da Hudson and Manhattan Railroad (H&M) em 26 de fevereiro de 1908. A primeira rota do que iria se tornar os quatro serviços da H&M/PATH, operava a partir do Hoboken Terminal, passando pelos túneis de Uptown Hudson, mas em Manhattan só chegava até a estação 19th Street. Uma extensão da H&M da estação 19th Street até a 23rd Street foi aberta em 15 de junho de 1908. A linha foi expandida para a estação 33rd Street em 10 de novembro de 1910, com uma parada intermediária na estação 28th Street.
A estação da 28th Street foi fechada em setembro de 1939 durante a construção da IND Sixth Avenue Line em Manhattan, e a estação da 19th Street foi fechada em 1º de agosto de 1954. A própria H&M foi substituída pela Autoridade Portuária Trans-Hudson (PATH) em 1962.
Depois que os ataques de 11 de setembro de 2001 destruíram a estação World Trade Center, o serviço na rota Hoboken–33rd Street foi suspenso durante a noite, com todos os serviços fornecidos pela rota Newark–33rd Street via Hoboken. A estação Exchange Place foi reaberta em junho de 2003.
A estação Hoboken sofreu graves danos em decorrência do furacão Sandy, que destruiu partes do sistema PATH no final de outubro de 2012. Após cerca de 2,4 m de água ter submergido os túneis da estação, a estação teve de ser fechada para reparos relacionados com os trens, linhas férreas e equipamentos elétricos. Devido ao longo período de consertos necessários, o serviço na rota foi temporariamente suspenso. Em 19 de dezembro de 2012, o serviço retomou as operações após a reabertura da estação Hoboken.